# Fort Johnson South
Fort Johnson South es un lugar designado por el censo ubicado en la parroquia de Vernon en el estado estadounidense de Luisiana. En el Censo de 2010 tenía una población de 9038 habitantes y una densidad poblacional de 566,4 personas por km².

## Geografía
Fort Johnson South se encuentra ubicado en las coordenadas 31°3′15″N 93°13′0″O / 31.05417, -93.21667. Según la Oficina del Censo de los Estados Unidos, Fort Johnson South tiene una superficie total de 15.96 km², de la cual 15.94 km² corresponden a tierra firme y (0.08%) 0.01 km² es agua.

## Demografía
Según el censo de 2010, había 9038 personas residiendo en Fort Johnson South. La densidad de población era de 566,4 hab./km². De los 9038 habitantes, Fort Johnson South estaba compuesto por el 63.29% blancos, el 20.29% eran afroamericanos, el 0.85% eran amerindios, el 2.16% eran asiáticos, el 0.87% eran isleños del Pacífico, el 5.05% eran de otras razas y el 7.49% pertenecían a dos o más razas. Del total de la población el 14.91% eran hispanos o latinos de cualquier raza.